# Cédrus-földicsészegomba
A cédrus-földicsészegomba (Geopora sumneriana) a Pyronemataceae családba tartozó, Európában honos, homokos talajon, cédrusfélék alatt élő, nyersen mérgező gombafaj. 

## Megjelenése
A cédrus-földicsészegomba termőteste kezdetben nagyjából gömb alakú, a talaj felszíne alatt alakul ki és átmérője 1-6,5 cm-es lehet. Idővel részben kiemelkedik a felszínre, majd a spórák érésekor a termőtest a csúcsán csillag alakban felreped és koronaszerű, 5-8 karéjos peremmel csészeszerűen felnyílik. 
Belső spóratermő felülete sima, szürkésfehér, krémszín vagy sárgásfehér színű. 
Külső oldala narancsbarna vagy vörösesbarna, finom szőrök borítják, homok- és talajszemcsék tapadnak hozzá.
Húsa kb. 1 mm vastag, törékeny, fehéres színű. Szaga és íze nincs vagy földes.  
Spórapora fehér. Spórája ellipszis vagy kissé orsó alakú, sima, belsejében két nagy olajcseppel; mérete 27-37 x 13-16 µm.

### Hasonló fajok
Közeli rokonaitól (pl. karéjos földicsészegomba, parti földicsészegomba) sokszor csak mikroszkóppal, spórái alapján különíthető el. 

## Elterjedése és termőhelye
Európában honos. Magyarországon ritka.
Homokos, száraz talajon, cédrusfélék közelében található meg egyesével, vagy kisebb csoportokban. Tél végétől késő tavaszig terem.
Nyersen mérgező. Fogyasztása nem ajánlott. 

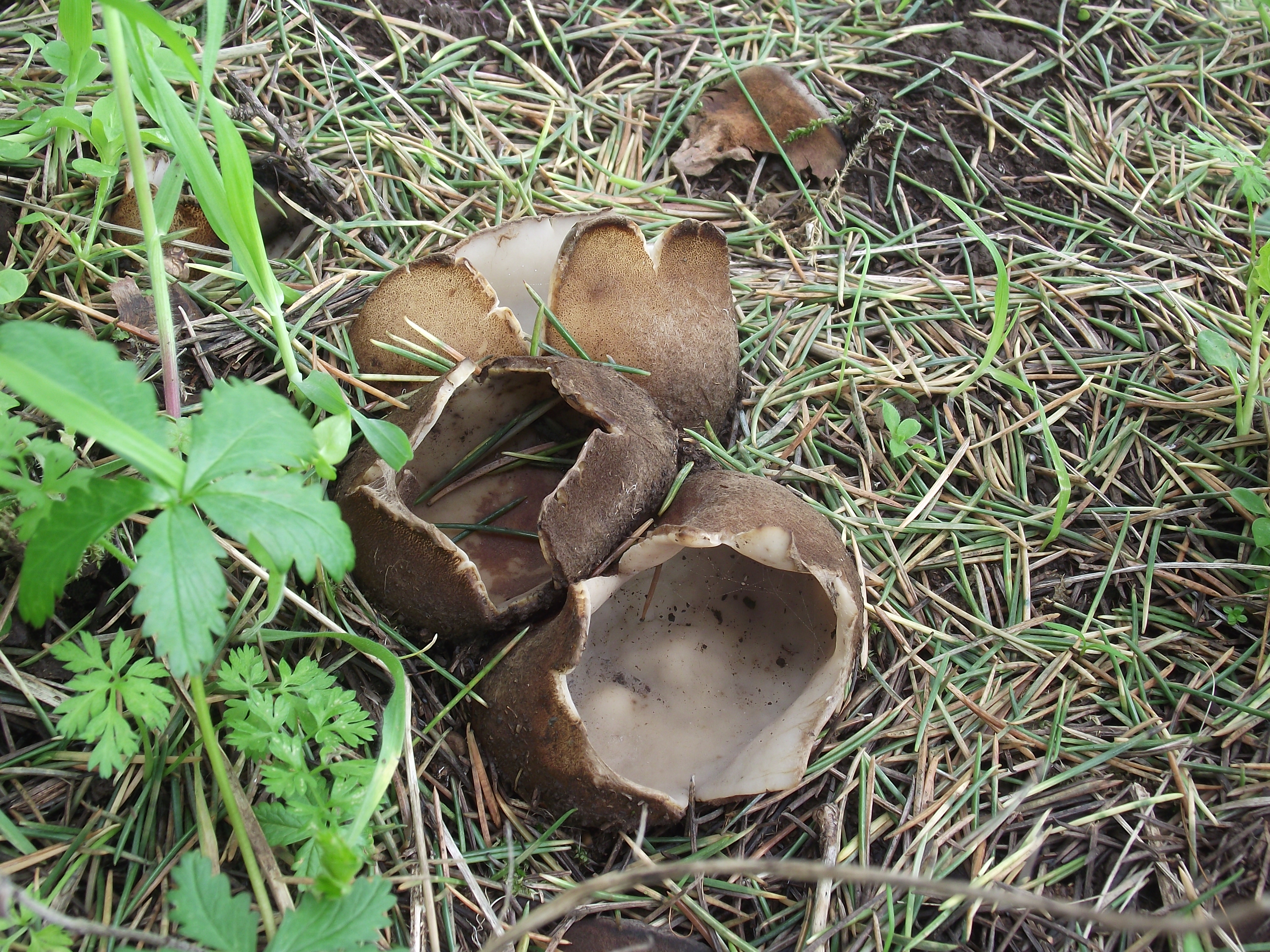
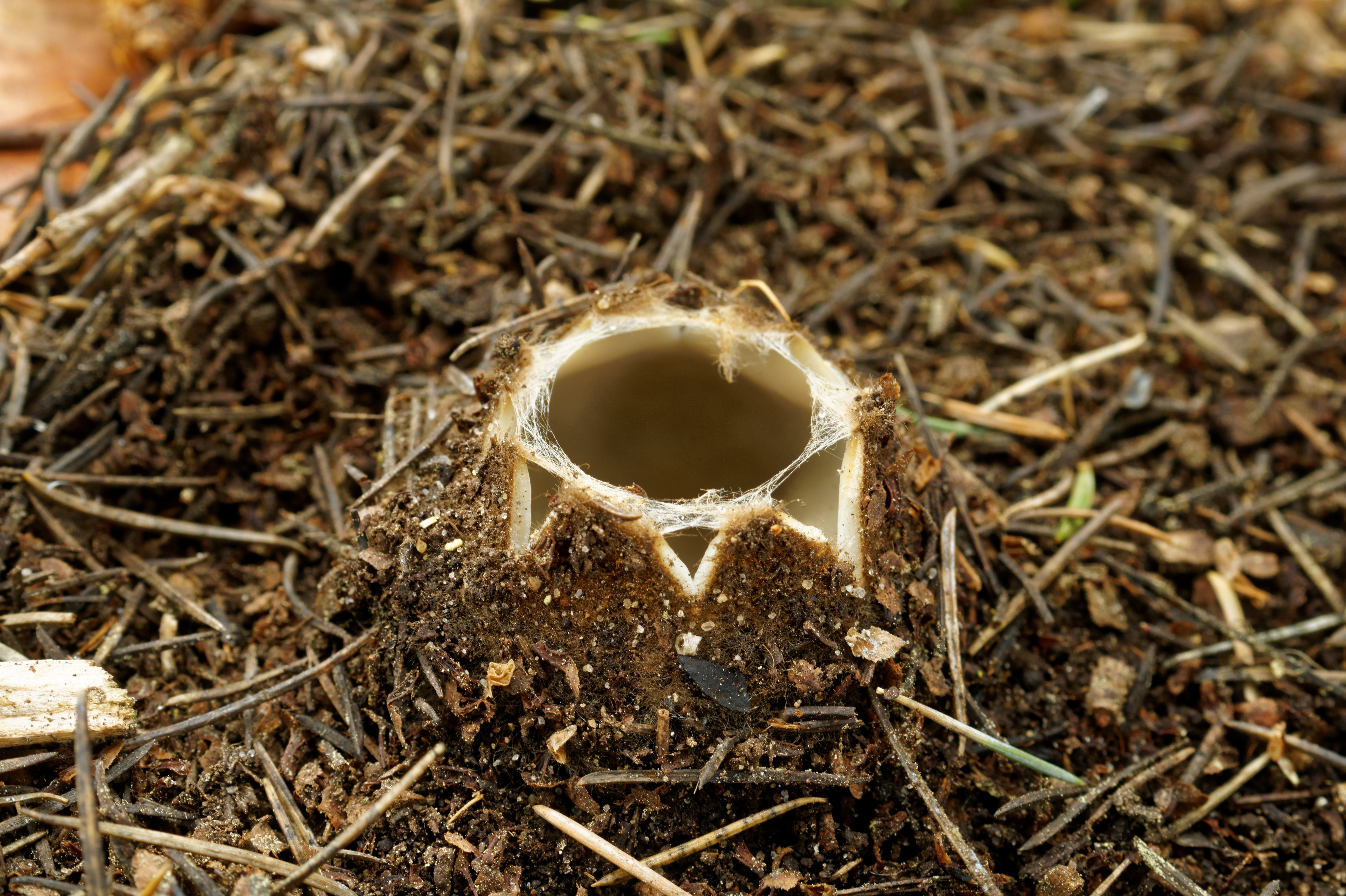
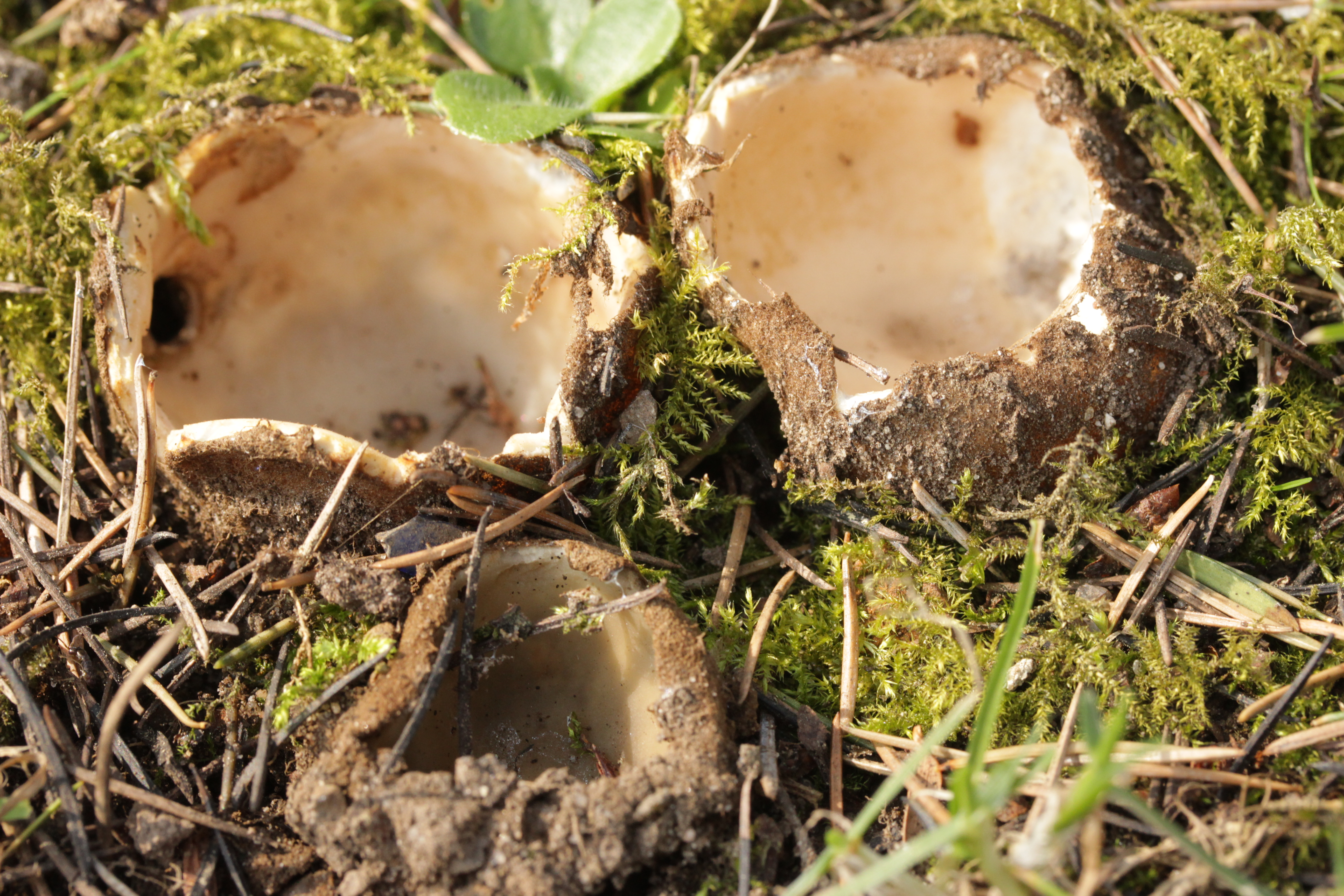
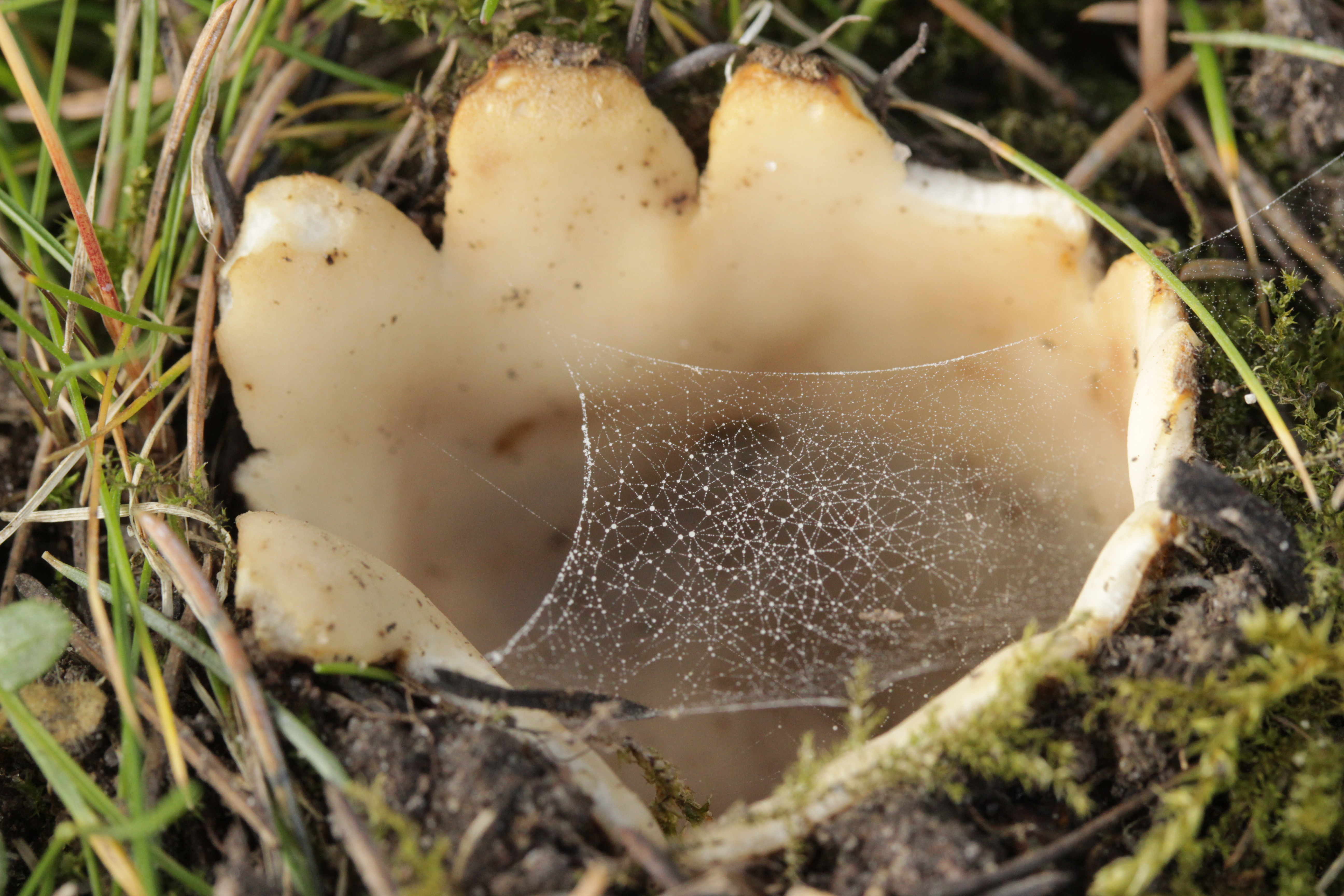